# OPL
Az OPL (az Open Programming Language kifejezés kezdőbetűiből) egy BASIC-szerű, beágyazott programozási nyelv olyan hordozható számítógépes eszközök számára, amelyek Symbian operációs rendszert futtatnak. A nyelv könnyen tanulható, eljárásorientált, átmenetet képez a BASIC és a Pascal programozási nyelv között. A fordítás során egy bájtkód-szintű program jön létre, amely futtatható.

## Története

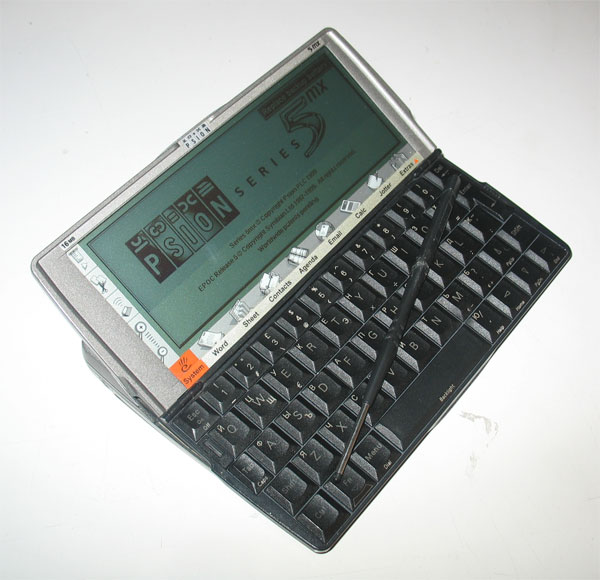
32 bites OPL programok futtatására alkalmas Psion 5MX kéziszámítógép

Az OPL programozási nyelvet a Psion Ltd. hozta létre az Organiser nevű PDA-hoz 1984-ben és az eredeti neve Organiser Programming Language volt. A nevet az Organiser I-et követő újabb készülékek (Organiser II, Revo, Series 3, Series 5, Series 5MX, Series 7, stb.) megjelenésekor (melyek szintén tartalmazták e programozási nyelvet) Open Programming Language névre változtattak 1986-ban.  Az EPOC  operációs rendszert később a Psion Ltd.-ből kivált szoftveres részleg Symbian néven értékesítette a mobilkészülék-gyártó cégek részére, így a Nokia, Ericsson és a Motorola egyes gyártmányai átvették az OPL használatának lehetőségét is.

## Előnyei
Az OPL programozási nyelvet a következő előnyök jellemzik:
- könnyen tanulható;
- többfeladatos és többszálú feladatvégrehajtás akár 16 bites operációs rendszereken is;[2]
- beágyazott rendszereknél a gépen rendelkezésre áll;
- szabadon letölthető (például emulátorokra);
- szabadon felhasználható és segítségével (a nyelv korlátain belül) tetszőleges program írható;
- a létrehozott kód kis méretű és hatékony;
- bővíthető.

## Hátrányai
Az OPL programozási nyelv legnagyobb hátránya az, hogy sokféle változata 
létezik, így egy előre megírt program a különböző készülékek között kevésbé hordozható, mint például a Tcl/Tk vagy a Java programok. Általában az OPL programok sem felfelé, sem visszafelé nem kompatibilisek, mert a beágyazott rendszer miatt jobban követik a hardver specialitásait, mint az általános célú programok.

## Változatok
Az OPL-ből két főbb változat létezik:
- 16 bites és;
- 32 bites.

### 16 bites
16 bites OPL programokat csak a Psion gépek használnak
A 16 bites programok CALL utasításokat használnak a hardver közvetlen elérésére. Ezt a metódust a 32 bites OPL programok nem támogatják.

### 32 bites
A 32 bites OPL programok csak OPX-hívásokon keresztül (könyvtári függvények használatával) tudják elérni a számítógép hardverét. Ez a metódus robusztusabb felépítést ad a többszálú felhasználás esetén, ugyanakkor kevesebb szabadságot ad a programozók számára. 
32 bites OPL programokat használ például a Psion 5MX, Psion 7, MC218 és a Revo, Revo Plus, Mako DIAMOND (vagyis az összes EPOC op. rendszer), Nokia 9200, 9300 és 9500 Communicator sorozat és a Sony Ericsson P800, P900, P910 gépek.

## Programpéldák
Hello world program:
```
PROC main:
  PRINT "Hello World!"
  PAUSE 40
ENDP
```

Példa grafikus felület használatára (EPOC ER5, ER7, Nokia):
```
CONST KKeyEnter%=13

PROC hello:
  dINIT "Hello"
  dTEXT "","Hello World!"
  dBUTTONS "OK",KKeyEnter%
  DIALOG
ENDP
```